# Cartagena, Mexiko
Cartagena är en ort i Mexiko.   Den ligger i kommunen Totatiche och delstaten Jalisco, i den centrala delen av landet, 500 km nordväst om huvudstaden Mexico City. Cartagena ligger 1 606 meter över havet och antalet invånare är 120.
Terrängen runt Cartagena är varierad. Cartagena ligger nere i en dal. Runt Cartagena är det ganska glesbefolkat, med 32 invånare per kvadratkilometer. Närmaste större samhälle är Colotlán, 17,5 km nordost om Cartagena. I omgivningarna runt Cartagena växer huvudsakligen savannskog.